# 곽한구
곽한구(郭漢求, 1982년 2월 19일 ~ )는 대한민국의  전직 희극 배우이다. 서울특별시에서 태어났으며 동아방송예술대학교 방송기술전공 2학년 때 중퇴하였다. 2005년 KBS 《개그사냥》을 통해 특채 21기 개그맨으로 데뷔하였으며 소속사는 이엔티팩토리이다. 2017년 슬기로운 감빵생활에서 차량 절도범으로 수용된 재소자로 출연했다.

## 학력
- 동아방송예술대학교 방송기술계열 중퇴

## 방송
- 《개그사냥》
- 《폭소클럽 2》
- 《개그콘서트》
  - 《독한 것들》 (유행어 : 넌 뭐야?~!!)
  - 《독한 놈들》
  - 《봉숭아 학당》
  - 《범죄의 재구성》
  - 《깐깐한 권위원》
  - 《내 인생에 내기 걸었네》
  - 《동물원》
  - 《엑스트라》
  - 《이소룡이 간다》
  - 《9시뉴스드래요》
  - 《DJ 변》
  - 《예술의 전당》 (고정출연)
- 《웃음충전소》
- 《개그공화국》
- 《SNL 코리아》
- 《코미디빅리그》
- 《미생물》
- 《슬기로운 감빵생활》

## 광고
- 보령제약 겔포스M

## 사건
곽한구는 2009년 6월 10일 오후 4시 경에 경기도 안산시에 위치한 카센터에서 승용차 열쇠를 훔친 후, 다음 날 오전 2시경에 다시 카센터를 찾아가 벤츠 CL600을 훔쳐 달아났다. 그 후 경찰의 검문에 적발되어 체포되었고, 2009년 6월 16일에 서울 관악경찰서는 곽한구를 차량 절도 혐의로 불구속 기소하였다. 이후 경찰은 피의자가 도주의 우려가 없고 깊이 반성하고 있다고 판단하여 관악경찰서 유치장에서 석방되어 귀가 조치하였다. 곽한구는 이에 대해 "단지 벤츠 승용차를 타보고 싶었을 뿐이며 다시 돌려 줄 생각이었다"고 말했다. KBS 심의실은 이 사건으로 인하여 2009년 6월 25일에 자동차 절도 사건 물의를 일으킨 곽한구에 대하여 한시적 출연정지를 결정하였다. 이 사건은 2009년 8월 14일에 검찰에 송치되었고 법원은 이 사건에 대해 징역 4개월과 집행유예 10개월을 선고하였다.
그러나 집행유예 기간 중인 2010년 3월 19일에 경기도 안산의 한 중고차 매매센터에 전시되어 있던 미국산 지프차량인 허머 H3를 운전하여 달아났고 밤 9시 40분쯤 경찰에 긴급체포됐다. 곽씨는 경찰에서 “우발적으로 차를 끌고 갔다”고 진술했다고 조선일보는 전했다. 두 번째 차량 절도 당시에도 첫 번째와 마찬가지로 증거인멸이나 도주의 우려가 없다는 이유로 구속영장이 일단 기각되었고 곽한구는 2010년 4월부터 '곽한구의 중고차 나라'라는 중고차 매매 카페를 개설하고 중고차 매매 딜러로 활동하기 시작하였다.
그러나 2010년 7월 27일 수원지방법원 안산지원은 곽한구가 집행유예 기간 중에 또다시 범죄를 저질러 실형 선고가 불가피하다고 밝히고 선고공판에서 그에게 징역 6개월을 선고하고 법정 구속하였다. 이에 곽한구는 판결에 불복, 곧바로 항소하였다.
이 사건으로 인해 곽한구에게는 차도둑이라는 이미지가 생겼다.

## 방송 복귀
사건으로 인해 모든 지상파 출연정지 연예인 명단에 오르게 된 곽한구는 종편인 MBN 예능 프로그램 《개그공화국》에 복귀를 선언하였고, 이로 인해 논란이 일고 있다.(2012년) 곽한구는 이듬해(2013년) 결혼계획이 있다고 하였으며, 양가 상견례도 마쳤다고 한다.

곽한구는 2014년 4월 22일 엔터네인먼트 전문 홍보대행사 앤스타컴퍼니를 통해 결혼 소식을 알렸다. 곽한구의 예비신부는 3살 연상으로 자동차 동아리에서 처음 만나 2년간의 사랑을 키워오다 2014년 4월 26일 KBS 신관홀에서 결혼식을 올린다.